# شاطئ كالابونيطا
يتواجد شاطئ كالابونيطا بإقليم الحسيمة ضمن مدينة الحسيمة ويمتد على حوالي 1650 متر ويجاور الشاطئ من الجهة الشمالية شاطئ إسلي من الجهة الجنوبية ويمتع الشاطئ بنظرة بانورامية وهو ما ساهم في استقطابه للعديد من المسافرين الاجانب ومن مختلف بقاع المملكة المغربية.